# Publius Catius Sabinus
Publius Catius Sabinus war ein römischer Politiker und Senator.
Sabinus war anscheinend Italiker. Er setzte während seiner Stadtprätur in Rom Herkules und in Ostia den Dioskuren Versinschriften. Sein Suffektkonsulat ist nicht datierbar. Durch zwei Inschriften ist belegt, dass er 210 curator aedium sacrarum operumque publicorum war. Im Jahr 216 wurde Sabinus zusammen mit Publius Cornelius Anullinus ordentlicher Konsul.
Vielleicht ist er mit dem Sabinus identisch, der in einer Bauinschrift aus Iuvavum als Legat von Noricum genannt ist (etwa 206 und 209). Falls dies zutrifft, war er Tribunus militum in der Legio XIII Gemina, bevor er seine Prätur antrat.